# Religiões abraâmicas

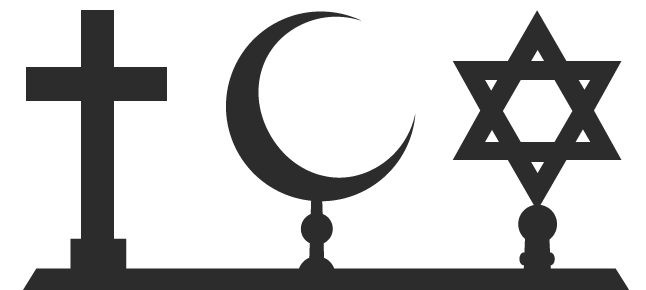
Símbolos das três principais religiões abraâmicas: cristianismo (Cruz cristã), islamismo (crescente) e judaísmo (Estrela de Davi).

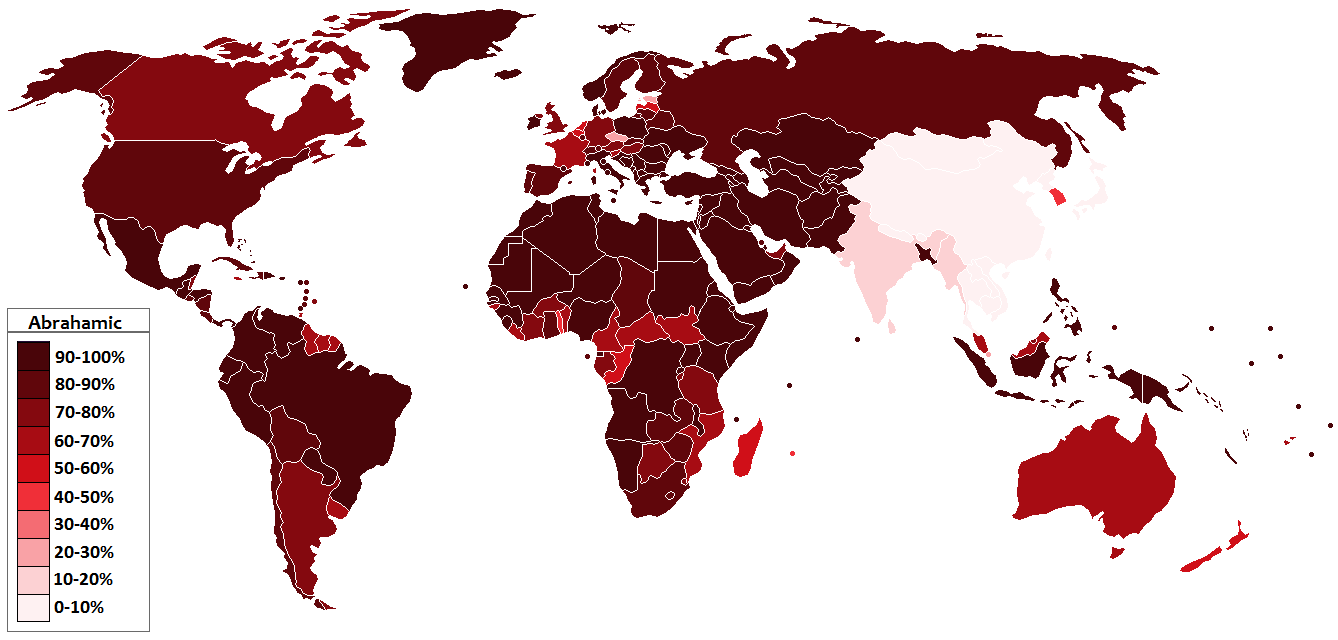
Porcentagem de membros de religiões abraâmicas por país

Religiões abraâmicas são as religiões monoteístas cuja origem comum é reconhecida em Abraão ou o reconhecimento de uma tradição espiritual identificada com ele. Essa é uma das três divisões principais em religião comparada, junto com as religiões indianas (Darma) e as religiões da Ásia Oriental.
As religiões abraâmicas se espalharam globalmente através do Cristianismo sendo adotado pelo Império Romano no século IV e o islamismo pelos impérios islâmicos do século VII. As principais religiões abraâmicas em ordem cronológica de fundação são o judaísmo (a base das outras duas religiões) no século VII a.C., cristianismo no século I e o islamismo no século VII.
Cristianismo, islamismo e judaísmo são as religiões abraâmicas com o maior número de adeptos. Religiões abraâmicas com menos adeptos incluem a Drusa (às vezes considerada uma parte do islamismo), a Bahá'í e a Rastafári.
No início do século XXI havia 3,8 bilhões de seguidores das três principais religiões abraâmicas e estima-se que 54% da população mundial se considere adepta de uma dessas religiões, cerca de 30% de outras religiões e 16% é não religiosa.

## Religiões

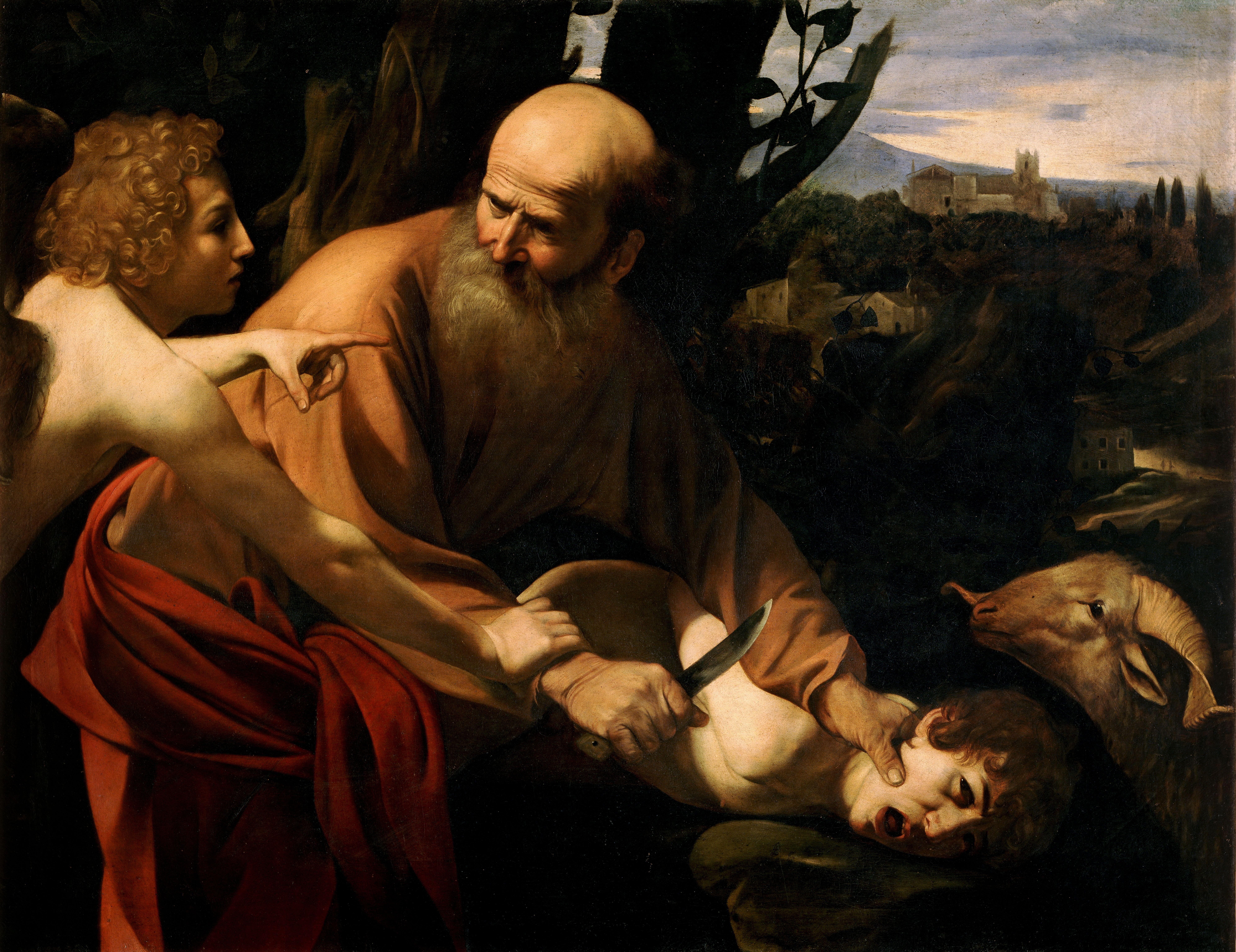
Sacrifício de Isaac por Abraão, obra de Caravaggio (1603).

As três principais religiões abraâmicas são, em ordem cronológica de fundação, o judaísmo, o cristianismo e o islamismo.

### Judaísmo
O judaísmo considera-se como a religião dos descendentes de Jacó, um neto de Abraão. Ele tem uma visão estritamente unitária de Deus e o seu livro sagrado central para quase todos os ramos é a Bíblia Hebraica, como elucidado na lei oral. O judaísmo também tem um pequeno número de denominações, das quais as mais significativas são os ortodoxos, conservadores e reformistas.

### Cristianismo

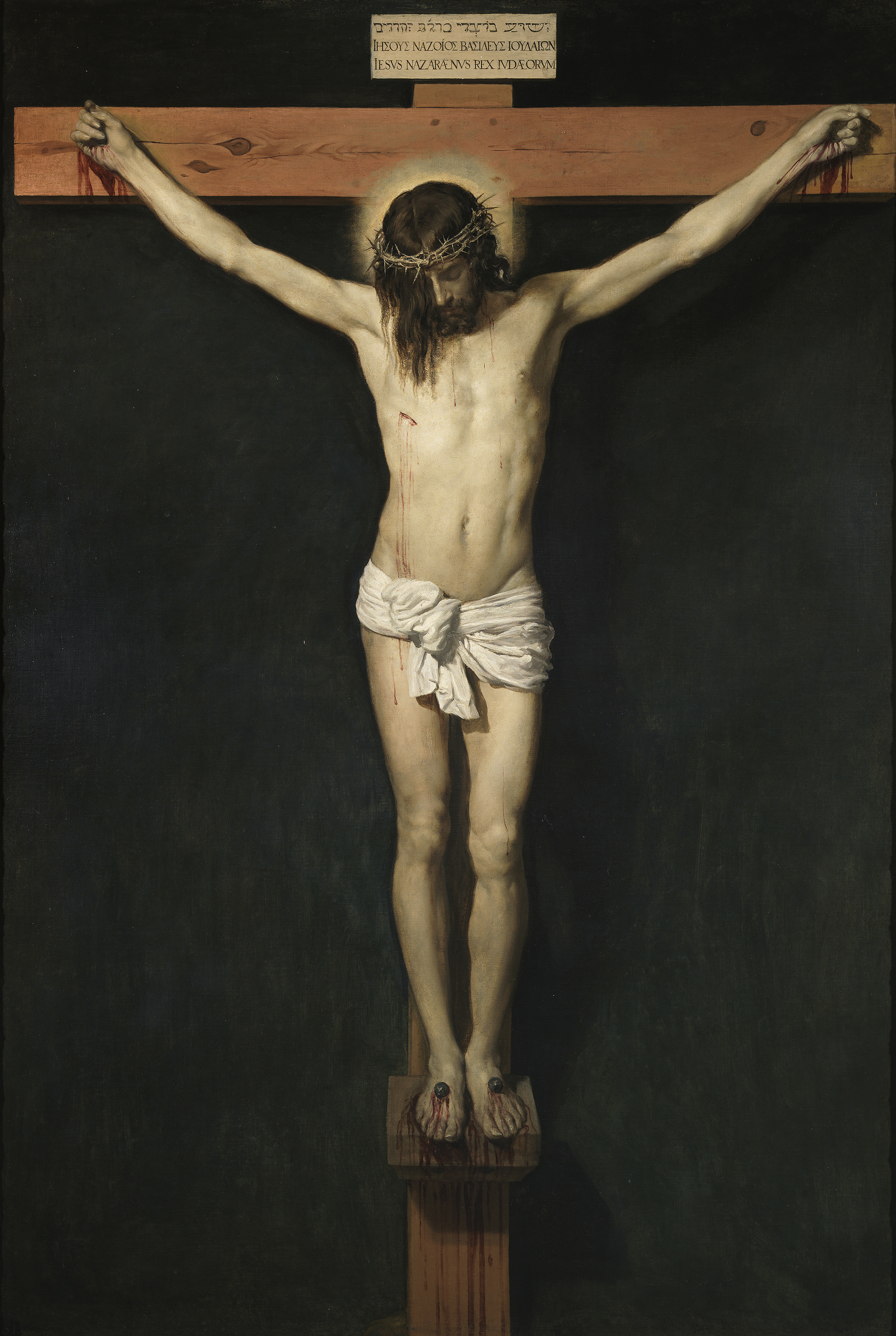
Crucificação de Jesus. Obra de Velázquez (1632). A Paixão de Jesus é um tema central no cristianismo.

O cristianismo começou como uma seita do judaísmo no século I e evoluiu para uma religião separada, a Igreja Cristã, com crenças e práticas distintas. Jesus é a figura central do cristianismo, considerado por quase todas as denominações como de origem divina, tipicamente como a personificação de um Deus Trino. A Bíblia Cristã é geralmente considerada a autoridade máxima, juntamente com a Sagrada Tradição em algumas denominações apostólicas, tais como o catolicismo romano, o protestantismo e a ortodoxia oriental, além de dezenas de denominações significativas e pequenas.

### Islamismo
O islamismo surgiu na Arábia no século VII, com uma visão estritamente unitária de Deus. Os muçulmanos (seguidores do islamismo) tipicamente apontam o Alcorão como a autoridade máxima de sua religião, como revelado e esclarecido através dos ensinamentos e práticas de um central, mas não divino, profeta, Maomé. A fé muçulmana abarcou elementos tanto do judaísmo quanto do cristianismo, mas nunca foi considerado uma ramificação de nenhum deles. O islamismo tem dois ramos principais (sunitas e xiitas), cada uma tendo várias denominações.

## Conceitos em comum

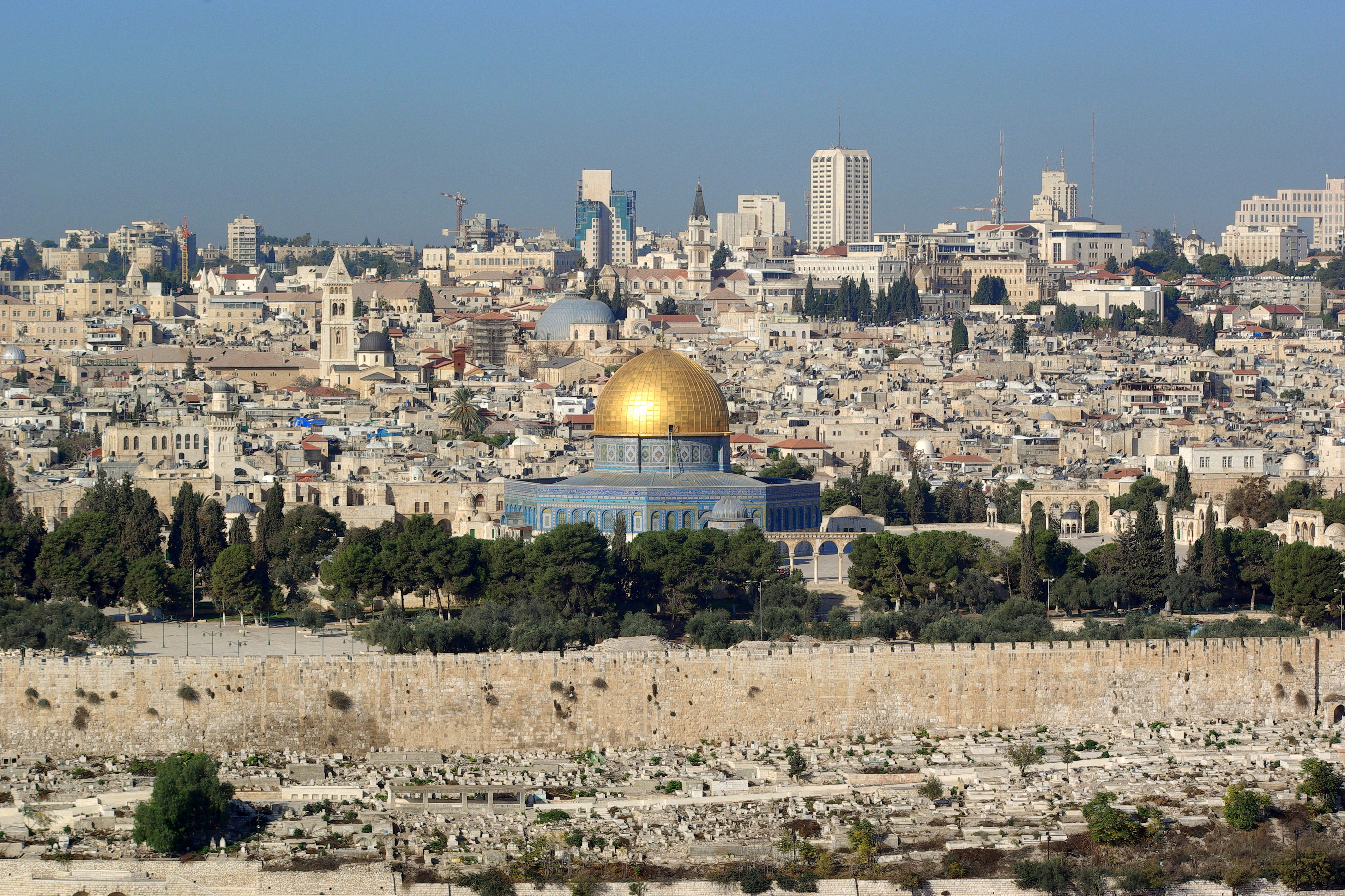
Jerusalém é uma cidade sagrada para as religiões abraâmicas.

As três principais religiões abraâmicas têm certas semelhanças. Todas são monoteístas e concebem Deus como uma figura de um criador transcendente e a fonte da lei moral, e as características de suas narrativas sagradas partilham muitos dos mesmos valores, histórias e lugares, embora muitas vezes apresente-os com diferentes funções, perspectivas e significados. Elas também têm muitas diferenças internas com base em detalhes de doutrina e prática. Às vezes e em vários locais as diferentes religiões, e alguns dos ramos dentro da mesma religião básica, têm estado em um conflito amargo com o outro na medida de guerra e derramamento de sangue.